# Bracelet à hologramme
Un bracelet à hologramme est un petit bracelet en silicone contenant un petit hologramme. Les fabricants de ces bracelets prétendent que l'hologramme « optimise le flux naturel d'énergie autour du corps et améliore ainsi la force, l'équilibre et la flexibilité des athlètes ». Seuls des témoignages anecdotiques et peu vérifiés ont soutenu ces affirmations et des tests menés par Australian Skeptics, l'université métropolitaine de Cardiff et l'école des sciences de la santé de l'Institut royal de technologie de Melbourne ont été incapable de discerner des effets sur les performances sportives.

## Produits

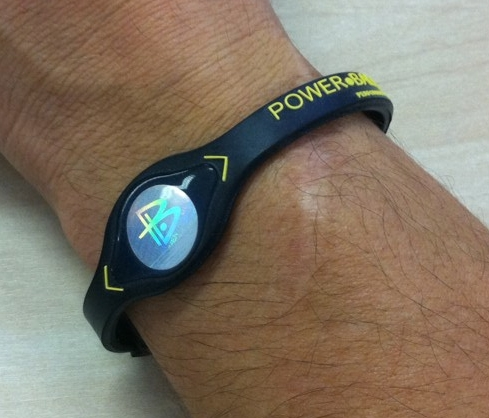
Un bracelet à hologramme.

Les bracelets à hologramme comportent un petit hologramme que les fabricants disait être programmé via un processus confidentiel,,. Power Balance, qui en fabriquait depuis 2007, déclarait que le programme « imitait les philosophies orientales ». Les hologrammes sont souvent installés sur les bracelets mais l'étaient également sur des pendentifs et colliers, les bracelets de cheville, dans les chaussures ou sur les colliers d'animaux voire séparément afin que leurs utilisateurs puissent les coller sur le dos des montres, par exemple.
Les fabricants, notamment Power Balance et EFX Performance, ne faisaient en eux-mêmes aucune revendication sur leurs produits, mais présentaient les témoignages d'utilisateurs qui déclaraient voir leurs performances athtlétiques améliorées,,. Jusqu'en 2010, Power Balance déclarait que les bracelets amélioraient la performance des athlètes, leur équilibre et leur agilité, car les hologrammes aurait contenu une « fréquence électrique » qui restaurait l'« équilibre électrique du corps en lien avec son champ énergétique naturel ». En décembre 2010, après une action légale réussie de la Commission australienne du consommateur et de la concurrence, Power Balance a reconnu qu'il n'existait aucune preuve scientifique de ces revendications,.

## Réactions
Mark Hodgkinson, écrivant pour le Daily Telegraph en 2010, décrivait le bracelet comme une « lubie » avec de nombreux athlètes professionnels qui en portaient et beaucoup qui soutenaient la marque. Les footballeurs David Beckham  et Cristiano Ronaldo en ont porté ainsi que les joueurs de tennis Sam Querrey et Mardy Fish lors de leurs finales du tournoi de tennis du Queen's en 2010,. Parmi les autres promoteurs du bracelet se trouvaient Shaquille O'Neal, Rubens Barrichello, et l'équipe de rugby des Wasps et l'équipe de hockey sur glace des Cardiff Devils annonça un partenariat avec Power Balance début 2010. NASCAR a indiqué, en 2011, que beaucoup de ses conducteurs portaient les bracelets de EFX Performance et les équipes de Hendrick Motorsports et de Stewart-Haas Racing conclurent des contrats de licence.
Plusieurs groupes ont enquêté sur les effets des bracelets à hologramme sur les performances athlétiques. Une étude menée en 2011 par l'école sur les sciences de la santé de l'Institut royal de technologie de Melbourne a montré qu'il y avait une diminution générale de l'équilibre et de la stabilité des porteurs, sans pour autant que cela ne soit statistiquement significatif et que, en conséquence, la conclusion devait être que ces bracelets n'avaient aucun effet sur les performances. Le collectif Australian Skeptics a également trouvé que les bracelets n'avaient, au mieux, qu'un effet placébo.
Une recherche menée par l'université métropolitaine de Cardiff, à la demande de la BBC, a également découvert que le port des bracelets n'avait pas d'effet sur les performances dans les tests sportifs standards, ajoutant également que rien dans la physiologie ou la biologie du porteur n'avait changé. Toutefois, le docteur Gareth Irwin, qui a fait les tests, a déclaré qu'il pourrait y avoir des changements dans les performances du fait de l'effet placébo, ce qui a ensuite été soutenu par des psychologues du sport. Le psychologue sportif Victor Thompson déclara que les bracelets jouaient sur la superstition, donnant simplement aux personnes l'attente d'une amélioration de leurs performances sportives. L'entraineur de cricket Jeremy Snape a déclaré qu'il préférait que les athlètes aient confiance en eux-mêmes plutôt qu'en un élément extérieur, tandis que Roberto Forzoni qualifiait les bracelets de « gadgets » qui permettait aux athlètes d'éviter de se concentrer sur d'autres choses durant leurs performances, du fait des soutiens provenant d'athlètes reconnus donnant l'impression d'appartenir à un groupe de l'élite athlétique.

## Sources
- (en) Cet article est partiellement ou en totalité issu de l’article de Wikipédia en anglais intitulé « Hologram bracelet » (voir la liste des auteurs).